# خانواده واتسون
خانواده واتسون (انگلیسی: Watson family) یک خانواده آمریکایی متشکل از ۹ خواهر و برادر بازیگر هستند که به عنوان «اولین خانواده هالیوودی» شناخته می‌شوند. آنان فعالیت هنری خود را در آغاز به عنوان بازیگر خردسال در فیلم‌های صامت شروع کردند.
تا تاریخ اوت ۲۰۲۲، گری واتسون (متولد ۱۹۲۸) تنها خواهر و برادر زنده از این خانواده بوده‌است و از زمان مرگ ستاره/مدل فیلم‌های صامت، میلدرید کورنمن و دانی «بیزر» اسمیت، ممکن است آخرین بازیگر بازمانده از دوران فیلم‌های صامت سینمای آمریکا باشد.

## زندگی‌نامهٔ مختصر
زمانی که استودیو کی‌استون مک سنت - که فقط در حدود ۱۸۰ متر از محل زندگی خانوادهٔ واتسون فاصله داشت - به بازیگران خردسال برای فیلم‌هایش نیاز پیدا کرد، پدر کانادایی-آمریکایی آنها، جی.سی. «کوی» واتسون سینیور، یه فرزندانش اجازه داد برای آزمون انتخاب بازیگر داوطلب شوند. فرزندان خانوادهٔ واتسون در اوایل دوران هالیوود با ستاره‌های بزرگ زیادی مانند جیمز استوارت، لیونل باریمور، فرد آستر، شرلی تمپل، کاترین هپبورن و هنری فوندا کار کردند. هر شش برادر واتسون در طول دوران بزرگسالی خود به عنوان عکاس مطبوعاتی، خبری و تلویزیونی فعالیت کردند.
یکی از این خواهران و برادران، دلمار واتسون، در سال ۱۹۶۸ به لس آنجلس تایمز گفت: «آنها می‌دانستند که در خانوادهٔ ما، بچه‌هایی با سن و جثهٔ مختلف وجود دارد، بنابراین وقتی برای یکی از فیلم‌هایشان به یک بازیگر خردسال نیاز داشتند، یکی از ماها را می‌گرفتند و خیلی زود، همه ما درگیر کار پیوستهٔ هنری و بازیگری شدیم.»

## یادبود
در ۲۲ آوریل ۱۹۹۹ از اعضای این خانواده به‌طور جمعی با اختصاص یک ستاره در پیاده‌روی مشاهیر هالیوود، واقع در شمارهٔ ۶۶۷۴ بلوار هالیوود تجلیل شد. بیلی، گری، و لوئیز در ژوئیه ۲۰۱۷ در مورد تجربیات شخصی خود در سینمای آمریکا مصاحبه‌هایی انجام دادند.

## بستگان خانواده واتسون (والدین، پدربزرگ و مادربزرگ و عموها)
پدربزرگ خانواده واتسون، جیمز واتسون، عکاسی بود که در سال ۱۹۰۴ از بوفالو بیل در برادوی عکس گرفت.
پسر او، جی. سی (جیمز کوئی) کوی واتسون سینیور زادهٔ ۱۴ آوریل ۱۸۹۰ در انتاریو کانادا - درگذشته ۲۳ مه ۱۹۶۸) یک کارگر گچ‌کار بود که بعدها تربیت‌کننده اسب برای بازیگر کابوی باک جونز و همچنین فراهم‌کننده اسب برای هوت گیبسون و تام میکس شد. سپس به کار جلوه‌های ویژه در سینما روی آورد و بابت طراحی قالیچهٔ پرنده‌ای که داگلاس فربنکس در فیلم دزد بغداد (۱۹۲۴) می‌راند، شهرت یافت. او با گُلدا گلادیس ویمر (۱۸۹۳–۱۹۷۹) در ۲۳ سپتامبر ۱۹۱۰ ازدواج کرد که ثمره این ازدواج، ۹ فرزند بود که بعدها در بیش از ۱٬۰۰۰ فیلم بازی کردند و حرفه بازیگری را سنین خردسالی و بسیار کم آغاز کردند. بزرگ‌ترین فرزند خانواده، کوی واتسون جونیور، کتابی به نام «بچهٔ کی‌استون» نگاشته‌است.
عموی این کودکان، «جُرج واتسون»، اولین عکاس تمام‌وقت برای روزنامهٔ لس آنجلس میرر بود و «آکمی استودیو پیکچرز» را بنیان نهاد.
| نام                 | نام هنگام تولد          | تاریخ تولد               | تاریخ درگذشت            | توضیحات بیشتر |
| ------------------- | ----------------------- | ------------------------ | ----------------------- | --- |
| کوی واتسون جونیور   | جیمز کوئی واتسون جونیور | ۱۶ نوامبر ۱۹۱۲           | ۱۴ مارس ۲۰۰۹ (۹۶ سال)   | حرفه بازیگری او در ۹ ماهگی در یکی از فیلم‌های صامت کمدی پلیس‌های کی‌استون به‌نام «شاهزاده سکوت» در سال ۱۹۱۳ آغاز شد. |
| ویوین واتسون وایِت   | ویوین اِوانجلین واتسون   | ۱۹ فوریه ۱۹۱۵            | ۱۸ دسامبر ۱۹۹۴ (۷۹ سال) | |
| گلوریا واتسون دین   | گلوریا ایمی واتسون      | ۴ ژوئیه ۱۹۱۷             | ۱ ژوئن ۱۹۹۷ (۷۹ سال)    | |
| لوئیز واتسون رابرتس | مِیمی لوئیز واتسون       | ۲۲ نوامبر ۱۹۱۹           | ۵ ژوئن ۲۰۱۸ (۹۸ سال)    | نخستین بار در ۸ سالگی در فیلم تاکسی ۱۳ بازی کرد. آخرین نقش‌آفرینی او نیز در سال ۱۹۹۷ بود. |
| هری واتسون          | هری رِیلتون واتسون       | ۳۱ اوت ۱۹۲۱              | ۸ ژوئن ۲۰۰۱ (۷۹ سال)    | |
| بیلی واتسون         | ویلیام ریچارد واتسون    | ۲۵ دسامبر ۱۹۲۳           | ۱۷ فوریه ۲۰۲۲ (۹۸ سال)  | |
| دلمار واتسون        | دیوید دلمار واتسون      | ۱ ژوئیه ۱۹۲۶             | ۲۶ اکتبر ۲۰۰۸ (۸۲ سال)  | در نوجوانی و جوانی در بیش از ۳۰۰ فیلم سینمایی حضور داشت، از جمله هایدی با بازی شرلی تمپل و فیلم آقای اسمیت به واشینگتن می‌رود با حضور سه برادر دیگرش. وی از دهه ۱۹۴۰ میلادی به عنوان یک عکاس تازه‌کار و همچنین به عنوان فیلمبردار برای گارد ساحلی ایالات متحده آمریکا در طول جنگ جهانی دوم کار کرد. |
| گری واتسون          | گری آرماند واتسون       | ۲۷ سپتامبر ۱۹۲۸ ‏(۹۶ سال) | زنده (ژوئن ۲۰۲۳)        | حضورش در سینما در سال ۱۹۲۹ و در سن ۱ سالگی با فیلم مانع آغاز شد و احتمالاً آخرین بازیگر بازمانده از دوران سینمای صامت هالیوود است. |
| بابز واتسون         | رابرت بال واتسون        | ۱۱ نوامبر ۱۹۳۰           | ۲۷ ژوئیه ۱۹۹۹ (۶۸ سال)  | احتمالاً بیشتر برای بازی در نقش «پی وی» در فیلم شهرک پسرها مترو گلدوین مایر محصول ۱۹۳۸ شناخته می‌شود. |